# 滕傑
滕 傑（とう けつ、1906年1月25日〈光緒32年正月初1日〉 - 2004年〈民国93年〉7月4日）は、中華民国（台湾）の軍人・政治家。号は俊夫。江蘇省淮安府阜寧県（現：塩城市阜寧県）の人。

## 事績
黄埔軍官学校第4期歩兵科を卒業後に日本に留学し、明治大学で政治経済を学んだ。帰国後は北伐に参加し、国民革命軍総司令部政治部副主任を務め、後に軍事委員会委員長侍従室第4組組長に転じた。1932年（民国21年）、滕傑は藍衣社に参加し書記に起用された。翌1933年（民国22年）、中央陸軍軍官学校政訓処処長となり、1934年（民国23年）に欧州へ政治経済の視察に赴いた。1935年（民国24年）夏以降、湖南省政府参議兼軍管区参謀長、軍事委員会戦時幹部訓練団第1団政治部主任、軍事委員会政治部弁公庁主任を歴任した。
1941年（民国30年）11月、準備段階の三民主義青年団中央幹事会幹事に任命され、1943年（民国32年）2月、正式に成立した青年団でそのまま中央幹事会幹事となり、あわせて陸軍少将に昇進した。1945年（民国34年）、第3戦区長官部政治部主任に任ぜられた。翌1946年（民国35年）、徐州綏靖公署政治部総務庁中将庁長兼第2庁庁長となり、同年11月、制憲国民大会代表に選出された。1947年（民国36年）3月、立法委員に任命され、翌1948年（民国37年）3月に第1期国民大会代表に選出され、あわせて中国国民党国民大会党部書記長となっている。同年中に陸軍総司令部徐州司令部秘書長兼中央訓練団徐州分団教育長となり、12月には南京市長兼党部主任委員に移った。国共内戦で国民党が敗北すると台湾へ逃れている。
台湾では、中国国民党では国民大会党部書記長のほか、第9期から第15期まで中央評議委員を連続して務めている。そのほか、国防研究院講座、中央信託局（理事会）主席、光復大陸設計研究委員会委員、政治作戦幹部学校教授などを歴任した。1981年（民国70年）、台湾軍火輸出貿易公司董事長となり、1990年（民国79年）、中国全民民主統一会会長となった。2004年（民国93年）、死去。享年99。。

## 注
1. 1 2 3  徐主編（2007）、2419-2420頁。
2. 1 2 3  劉国銘主編（2005）、2431頁。
3. ↑  労政武「同儔諸葛 國體之材―敬悼滕傑先生」『伝記文学』507号、2004年8月、40-52頁。

## 著作
- 『我國憲法與政黨政治』
- 『組織戰』
- 『民族復興運動』